# Collinsville (Illinois)
Collinsville è un comune degli Stati Uniti d'America, situato in Illinois, nella contea di Madison.